# Taipei Guest House
La Maison des hôtes de Taipei (Taipei Guest House ; chinois : 臺北賓館, pinyin : Táiběi Bīnguǎn) est un monument historique situé sur le Ketagalan Boulevard, dans la zone spéciale Bo’ai du district de Zhongzheng, à Taïpei, Taïwan. Elle est propriété du Gouvernement de la République de Chine et utilisée pour la réception d’hôtes ou des célébrations.

## Histoire
Dessinée par les architectes Japonais Dogo Fukuda et Ichiro Nomura, la structure a été construite entre 1899 et 1901 puis reconstruite par Matsunosuke Moriyama.
La Taipei Guest House était à l’origine destinée au Gouverneur-général de Taïwan pendant la période japonaise, située à une centaine de mètres des bureaux du Gouverneur-général (aujourd’hui le Palais présidentiel). Les membres de la famille impériale et les politiciens y étaient reçus. L’empereur Showa, alors seulement prince impérial, y logea lors de sa visite à Taïwan.
Après la rétrocession de Taïwan à la République de Chine, le Ministre des affaires étrangères chinois George Yeh et son homologue japonais Isao Kawada y signèrent le Traité de Taïpei en 1952.
En 1988, la Taipei Guest House est classée comme monument historique par le Ministère de l’Intérieur. Elle est ouverte au public régulièrement depuis le 4 juin 2006.

## Architecture
Le bâtiment est construit sous une forme concave, avec un toit de style Mansart et de hauts piliers romains, inspiré de l’architecture néo-renaissance des édifices du Second Empire français. Entre 1911 et 1913, il est repensé afin de lui donner un style plus Baroque. À l’intérieur se trouve un remarquable lustre suspendu décoré de cristal et de feuilles d’or baroques. Un parquet en hêtre unique ainsi que des cheminées et du carrelage vernissé de style victorien importés du Royaume-Uni ornent le salon de réception. Un bungalow japonais servant de quartier de vie au Gouverneur-général est relié au bâtiment occidental par une véranda en bois. Il fait face à l’étang et au jardin japonais.  
La Taipei Guest House est représentative des bâtiments taïwanais bâtis sous l’ère Japonaise.

## Transports
Le bâtiment est accessible depuis la station NTU Hospital du Métro de Taïpei.